# Râul Comarnic
Râul Comarnic este un curs de apă, afluent al râului Caraș.

## Hărți
- Harta județul Caraș-Severin
- Harta munții Aninei [nefuncțională – arhivă]
- Harta Parcul Național Semenic - Cheile Carașului  Arhivat în 18 iunie 2008, la Wayback Machine.
- Harta Parcul Național Semenic - Cheile Carașului  Arhivat în 4 decembrie 2012, la Archive.is

1. ↑  Stoian, Gabriel (2020). Dicționar geografic al județului Prahova. Ploiești - Mileniul III. p. 126.